# David Erikson
Anton Otto David Erikson, ursprungligen Eriksson, född 26 maj 1899 i Hedvig Eleonora församling, Stockholm, död 22 juni 1973 i Skarpnäcks församling, Stockholm,var en svensk skådespelare.

## Biografi
Erikson studerade vid Dramatens elevskola 1908–1909 och scendebuterade 1921, han turnerade med olika teatersällskap innan han engagerades vid Blancheteatern 1937–1939, och vid Karl Gerhard på Folkan 1941–1942. Han filmdebuterade 1937 i Sigurd Walléns Vi går landsvägen, och han kom att medverka i drygt 95 filmproduktioner. Erikson är begravd på Skogskyrkogården i Stockholm.

## Filmografi i urval
- 1937 – Vi går landsvägen
- 1938 – Du gamla du fria
- 1938 – Styrman Karlssons flammor
- 1938 – Dollar
- 1939 – Ombyte förnöjer
- 1939 – Oss baroner emellan
- 1939 – Kadettkamrater
- 1939 – Filmen om Emelie Högqvist
- 1940 – Juninatten
- 1940 – Stål
- 1941 – Dunungen
- 1941 – Tåget går klockan 9
- 1941 – Lasse-Maja
- 1942 – Vårat gäng
- 1942 – Lågor i dunklet
- 1942 – Lyckan kommer
- 1942 – I gult och blått
- 1942 – Sexlingar
- 1942 – General von Döbeln
- 1943 – Sonja
- 1944 – Narkos
- 1944 – Kärlek och allsång
- 1944 – Vi behöver varann
- 1944 – Örnungar
- 1944 – Den heliga lögnen
- 1945 – I som här inträden
- 1945 – Resan bort
- 1945 – Bröderna Östermans huskors
- 1945 – Jagad
- 1945 – Pettersson & Bendels nya affärer
- 1946 – Hotell Kåkbrinken
- 1946 – När ängarna blommar
- 1947 – Kvinna utan ansikte
- 1947 – Kronblom
- 1947 – Krigsmans erinran
- 1947 – Folket i Simlångsdalen
- 1947 – Maria
- 1947 – Kvarterets olycksfågel
- 1948 – Janne Vängmans bravader
- 1948 – Intill helvetets portar
- 1948 – Lilla Märta kommer tillbaka
- 1948 – Lars Hård
- 1949 – Sven Tusan
- 1949 – Hur tokigt som helst
- 1950 – Restaurant Intim
- 1950 – Kvartetten som sprängdes
- 1951 – Spöke på semester
- 1951 – Livat på luckan
- 1952 – Hon kom som en vind
- 1952 – Janne Vängman i farten
- 1952 – Kalle Karlsson från Jularbo
- 1952 – Snurren direkt
- 1954 – Åsa-Nisse på hal is
- 1954 – I rök och dans
- 1955 – Sommarnattens leende
- 1955 – Luffaren och Rasmus
- 1955 – Stampen
- 1955 – Resa i natten
- 1956 – Åsa-Nisse flyger i luften
- 1956 – Rasmus, Pontus och Toker
- 1957 – En drömmares vandring
- 1957 – Gårdarna runt sjön
- 1961 – Stöten

## Teater

### Roller (ej komplett)
| År   | Roll                  | Produktion                                                          | Regi               | Teater                                               |
| ---- | --------------------- | ------------------------------------------------------------------- | ------------------ | ---------------------------------------------------- |
| 1937 | Doktor Tricot         | Därom tiger munnen Roger Martin du Gard                             | Per Lindberg       | Blancheteatern                                       |
| 1938 | John Lindsey          | Min hustru doktor Carson St. John Greer Ervine                      | Harry Roeck-Hansen | Blancheteatern                                       |
| 1939 | Abbé Bournisien       | Madame Bovary Gaston Baty                                           | Harry Roeck-Hansen | Blancheteatern                                       |
| 1939 | Ohlsson från Skråmåla | Kärlek och guldfeber Gideon Wahlberg                                |                    | Tantolundens friluftsteater/ Odeonteatern, Stockholm |
| 1939 |                       | Don Juan i 7:an Gideon Wahlberg                                     | Gideon Wahlberg    | Odeonteatern, Stockholm                              |
| 1939 |                       | Kärlek och landstorm Gideon Wahlberg och Walter Stenström           | Gideon Wahlberg    | Odeonteatern, Stockholm                              |
| 1940 | Maskinisten           | Familjen Larsson Sigge Fischer                                      |                    | Odeonteatern, Stockholm                              |
| 1940 | Medverkande           | Strax lite varmare, revy Gideon Wahlberg, Ch. Henry och Einar Molin | Gideon Wahlberg    | Odeonteatern, Stockholm                              |
| 1940 |                       | De tre malajerna Gideon Wahlberg                                    |                    | Tantolundens friluftsteater                          |
| 1943 | Teddy Brewster        | Arsenik och gamla spetsar Joseph Kesselring                         | Torsten Hammarén   | Oscarsteatern                                        |
| 1944 | Teddy Brewster        | Arsenik och gamla spetsar Joseph Kesselring                         | Hasse Ekman        | Oscarsteatern                                        |
| 1946 |                       | Cirkus hela da'n Gideon Wahlberg                                    | Werner Ohlson      | Tantolundens friluftsteater                          |
| 1953 |                       | Änglavakt (La Cuisine des anges) Albert Husson                      | Sandro Malmquist   | Riksteatern                                          |
| 1953 | David McComber        | Ljuva ungdomstid Eugene O’Neill                                     | Rune Carlsten      | Norrköping-Linköping stadsteater                     |
| 1956 | Herr Kraler           | Anne Franks dagbok Frances Goodrich och Albert Hackett              | Sandro Malmquist   | Riksteatern                                          |
| 1957 | Anna Claras pappa     | Anna Clara Harriet Hjorth                                           | Gösta Jonsson      | Riksteatern                                          |
| 1958 | Simeonov-Pishchik     | Körsbärsträdgården Anton Tjechov                                    | Sandro Malmquist   | Riksteatern                                          |
| 1962 | Jeronimus             | Erasmus Montanus Ludvig Holberg                                     | Gösta Terserus     | Parkteatern                                          |

## Radioteater
| År   | Roll                      | Produktion                                        | Regi               |
| ---- | ------------------------- | ------------------------------------------------- | ------------------ |
| 1950 | Doktorn                   | Det hemliga rummet Nigel Balchin                  | Henrik Dyfverman   |
| 1951 | Försäkringsagent Kylstedt | Hillman & Son: Mord på löpande band Folke Mellvig | Lars Madsén        |
| 1952 | Verkmästare Rindell       | Hillmans semester: Liten tuva... Folke Mellvig    | Lars Madsén        |
| 1956 | En portier                | Hillman och de tre ingenjörerna Folke Mellvig     | Carl-Otto Sandgren |